# المخرف الاسفل (الحصن)

تعديل مصدري - تعديل

المخرف الاسفل هي إحدى قرى عزلة اليمانية العليا بمديرية الحصن التابعة لمحافظة صنعاء، بلغ تعداد سكانها 584 نسمة حسب تعداد اليمن لعام 2004.